# Taquarivaí (kommun)
Taquarivaí är en kommun i Brasilien.   Den ligger i delstaten São Paulo, i den södra delen av landet, 900 km söder om huvudstaden Brasília. Antalet invånare är 5 149.
Följande samhällen finns i Taquarivaí:
- Taquarivaí

Omgivningarna runt Taquarivaí är en mosaik av jordbruksmark och naturlig växtlighet. Runt Taquarivaí är det ganska glesbefolkat, med 25 invånare per kvadratkilometer.